# Essingebron
Essingebron (en français : pont d'Essinge) est le nom de trois ponts parallèles qui traversent l'Essingedjupet à Stockholm en Suède. 
,.

## Présentation
Deux d'entre eux sont situés sur l'autoroute Essingeleden, reliant les deux îles de  Lilla Essingen et Stora Essingen et sont les ponts les plus fréquentés de Suède, tandis que le troisième est un pont pour le trafic local.

### Ponts de l'Essingeleden
L'Essingebron se compose de deux ponts parallèles sur l'eau, reliant les îles de Stora Essingen et Lilla Essingen au centre de Stockholm pour l'Essingeleden.
Construit en 1966, le pont a remplacé une structure plus ancienne datant de 1928, qui ne pouvait plus supporter l'augmentation du trafic après la Seconde Guerre mondiale.
Le pont représente les capacités d'ingénierie suédoises des années 1960, reflétant l'engagement national en faveur du développement des infrastructures pendant l'urbanisation.
Le premier pont a été inauguré le 21 août 1966.
Ce pont mesure 470 mètres de long. 
Le deuxième pont a été inauguré le 3 septembre 1967 dans le cadre du passage à la priorité à droite, les voies autoroutières en direction sud et nord passant par des ponts séparés. 
Au total, les travées de l'autoroute mesurent 30 mètres de large et la hauteur libre est de 16 mètres. 
L'Essingebron est le pont routier le plus fréquenté de Suède.

### Pont pour le trafic local
Le premier pont permanent entre Stora-Essingen et Lilla-Essingen était le pont Stora-Essingebron, un pont en arc en acier à cinq travées qui a été ouvert en 1928 et démantelé au milieu des années 1960 pour faire place aux autres ponts.
Un troisième pont est destiné au trafic local entre les îles Stora Essingen et Lilla Essingen. 
Le pont a été inauguré le 10 mai 1965, remplaçant le pont Stora Essingebron. 
Le pont a été construit à 6 mètres à l'ouest du pont routier.
La longueur totale est de 470 mètres, la longueur au-dessus de l'eau est de 200 mètres.
La largeur maximale est de 11 mètres, la chaussée elle-même mesure 8 mètres de large.